# Samuel Grimston
Pour les articles homonymes, voir Grimston.
Samuel Grimston, 3e baronnet (7 janvier 1643 - octobre 1700) de Gorhambury House, Hertfordshire est un homme politique anglais.

## Biographie

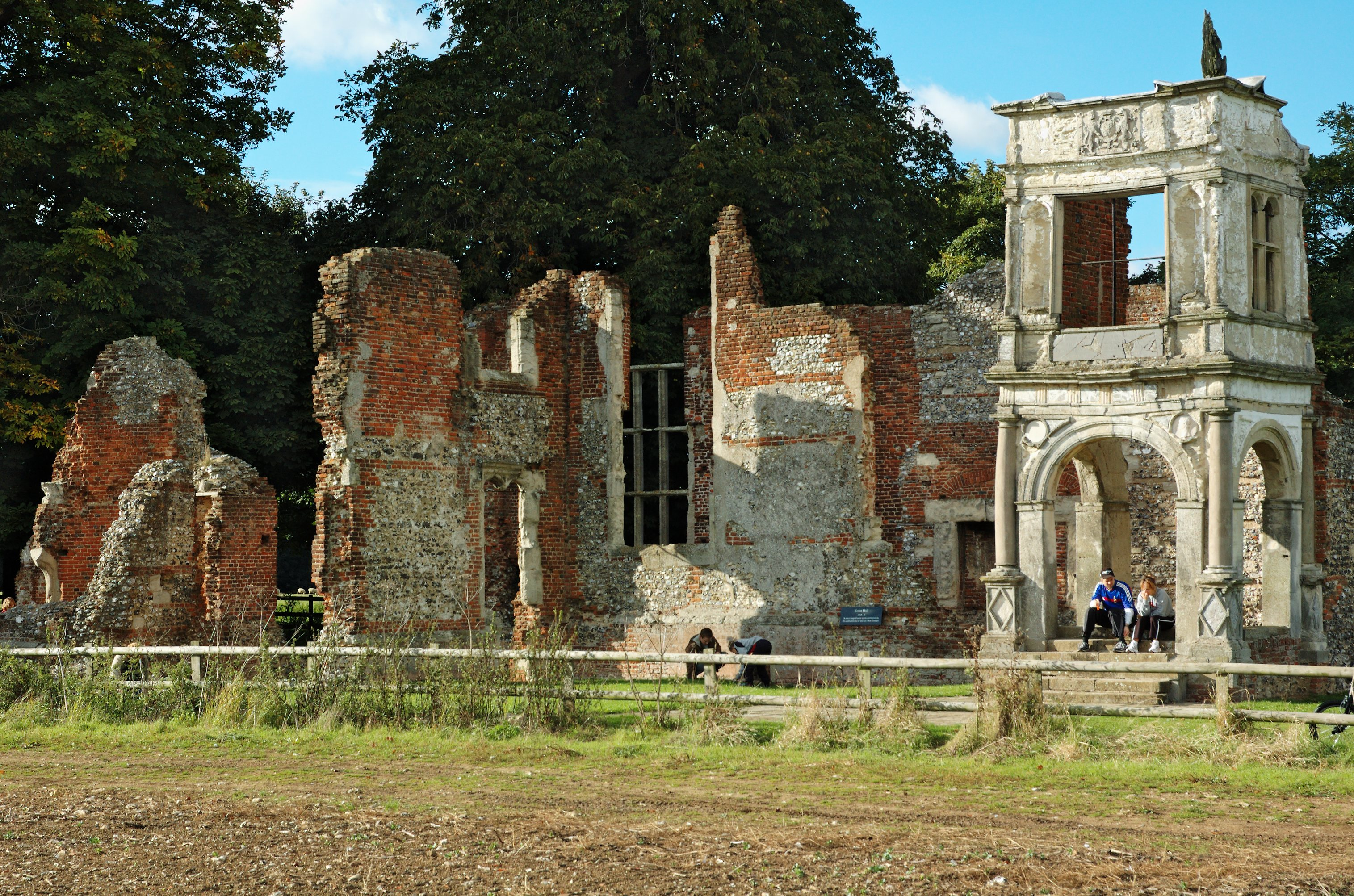
Ruines de la vieille maison de Gorhambury

Il est le deuxième et unique des six fils de Harbottle Grimston qui lui a survécu. Il est né le 7 janvier 1643. Sa mère est la première épouse de Harbottle, Mary, fille de George Croke.
Il est élu député de St Albans lors d'une élection partielle en mai 1668. Il n'est pas réélu au parlement de 1678, mais est réélu en 1679 et 1680. Sous le règne de Jacques II, il reste dans la vie privée, étant, dit-on, très mal aimé du roi, qui l'exempte expressément de tout pardon dans le manifeste qu'il publie lorsqu'il envisage de revenir en Angleterre (1692).

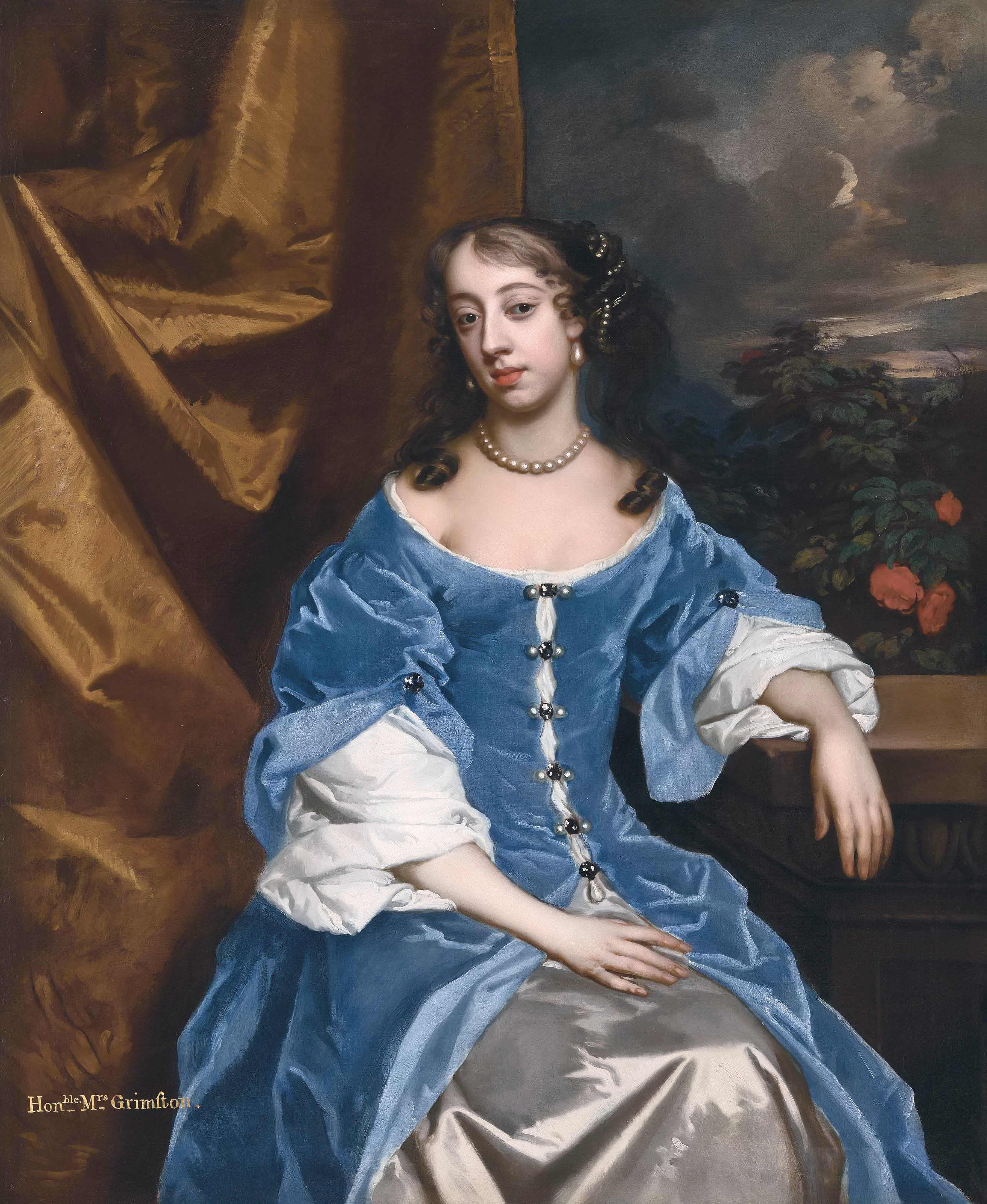
L'hon. Mme Grimston, née Finch, après Dame Elizabeth Grimston (1650-1675) (Peter Lely)

Il accède au titre de baronnet et aux domaines de son père, dont Gorhambury, en 1683 et est réélu membre du Parlement de la Convention du 22 janvier 1689. À partir de ce moment-là jusqu'en mai 1699, il siège sans interruption pour son ancien quartier de St Albans.
Il épouse d'abord Elizabeth, fille aînée de Heneage Finch (1er comte de Nottingham), père de sa fille Elizabeth (décédée en 1694), qui devient la première épouse de William Savile (2e marquis d'Halifax). La deuxième épouse de Grimston est Anne, sixième fille de John Tufton (2e comte de Thanet). Par elle, il a un fils et une fille, mais tous deux meurent jeunes et à sa mort, survenue en octobre 1700, le titre de baronnet de Grimston s'éteint.
Il lègue les domaines familiaux, qu'il a agrandis par l'achat du manoir de Windridge à Henry Osbaston, à son arrière-neveu, William Grimston (1er vicomte Grimston), deuxième fils de William Luckyn de Messing Hall.